# Прапор Холопичів
Прапор Холопичів затверджений 25 грудня 2003 року сесією Холопичівської сільської ради.

## Опис
Прапор затверджений з ініціативи сільського голови В. Демидюка. Квадратне полотнище, розділене діагонально з верхнього вільного кута, у верхньому червоному полі білий лапчастий хрест, у нижньому синьому — білий лебідь з червоним дзьобом.